# Marek Oramus
Marek Oramus (ur. 23 marca 1952 w Sieprawiu pod Krakowem), pseud. Ewaryst Gwizdek, Jan Buła, Kunktator, Predator – polski pisarz fantastyki i publicysta.

## Życiorys
W 1975 ukończył studia na Wydziale Mechaniczno-Energetycznym Politechniki Śląskiej, następnie Pomagisterskie Studium Dziennikarstwa na Uniwersytecie Warszawskim w 1977. Od 1972 współpracował z gliwickim oddziałem „Tygodnika Studenckiego Politechnik“. W 1981 w miesięczniku „itd“, wybrany na zastępcę redaktora naczelnego – wyboru nie zatwierdził wydawca. Po wprowadzeniu stanu wojennego w 1981 w wyniku negatywnej weryfikacji został zwolniony z pracy z zakazem uprawiania zawodu. W latach 1983–1986 prowadził dział recenzji w „Przeglądzie Technicznym“. Na początku lat 90. kierownik działu, a następnie publicysta dziennika „Czas Krakowski”. W latach 90. współpracownik miesięcznika „Fenix”, równolegle recenzent „Dziennika Polskiego”. Od 1990 do 2004 kierownik działu publicystyki w miesięczniku „Nowa Fantastyka”. Od 2010 współpracuje z „Rzeczpospolitą“.
W 2007 na uroczystości z okazji 25-lecia pisma „Fantastyka” został odznaczony przez ministra kultury i dziedzictwa narodowego Kazimierza Michała Ujazdowskiego Brązowym Medalem „Zasłużony Kulturze Gloria Artis”. 
Były członek NSZZ „Solidarność” oraz Ogólnopolskiego Klubu Miłośników Fantastyki i Science Fiction. W latach 1975–1982 członek Stowarzyszenia Dziennikarzy Polskich, od 1990 należy do Stowarzyszenia Pisarzy Polskich.

### Twórczość
Debiutował w 1972 na łamach „itd” humoreską Paczka, zaś jego debiutem jako autora science fiction było opowiadanie Eutanazja zamieszczone w 1975 na łamach „Politechnika”. Debiut książkowy to opublikowana w 1983 powieść science fiction Senni zwycięzcy, zaliczana do nurtu fantastyki socjologicznej, ukończona w 1978 r., a wydana w 1982 r.. Przedstawia wizję zamkniętego, manipulowanego społeczeństwa odnoszącą się do polskiej rzeczywistości lat 80. XX wieku. Autor cyklu felietonów Piąte piwo, drukowanych od 1990, pierwotnie na łamach „Fenixa”, później „Nowej Fantastyki”, następnie „Fenixa Antologii”. 55 z nich ukazało się w książce Rozmyślania nad tlenem.

## Życie prywatne
Mąż anglistki Dominiki Oramus, mają córkę Berenikę. Z pierwszego małżeństwa ma córkę Dominikę.

## Publikacje
Powieści
- Senni zwycięzcy (Czytelnik 1982)
- Arsenał (Iskry 1985)
- Dzień drogi do Meorii (Iskry 1990)
- Święto śmiechu (SuperNOWA 1995)
- Kankan na wulkanie (Prószyński i S-ka 2009)
- Trzeci najazd Marsjan (Media Rodzina 2010)

Zbiory opowiadań
- Hieny cmentarne (Śląsk 1989)
- Rewolucja z dostawą na miejsce (Solaris 2002)

Opowiadania zamieszczone w antologiach
- Kwadrofoniczne delirium tremens (1984) – po raz pierwszy zamieszczone w 2. numerze miesięcznika „Problemy”, jak również w antologii Przepowiednia, t. 6  Polskiej noweli fantastycznej (1986)
- Siódme niebo (PL +50. Historie przyszłości, 2004)

Publicystyka
- Wyposażenie osobiste (zbiór felietonów i recenzji, Iskry 1987)
- Rozmyślania nad tlenem (zbiór felietonów, Solaris 2001)
- Bogowie Lema (Kurpisz 2007)
- Problem kluczy do mieszkania w Piasecznie (Solaris 2014)
- Człowiek idzie z dymem (Solaris 2015)
- Matka paranoja (Stalker Books 2023)

Popularnonaukowe
- Na niebie i ziemi. Największe tajemnice Wszechświata objaśniają czołowi polscy naukowcy (Zona Zero 2018)
- Wszechświat jako nadmiar (Zysk i S-ka 2019)